# María Teresa de Borbón y Vallabriga niña

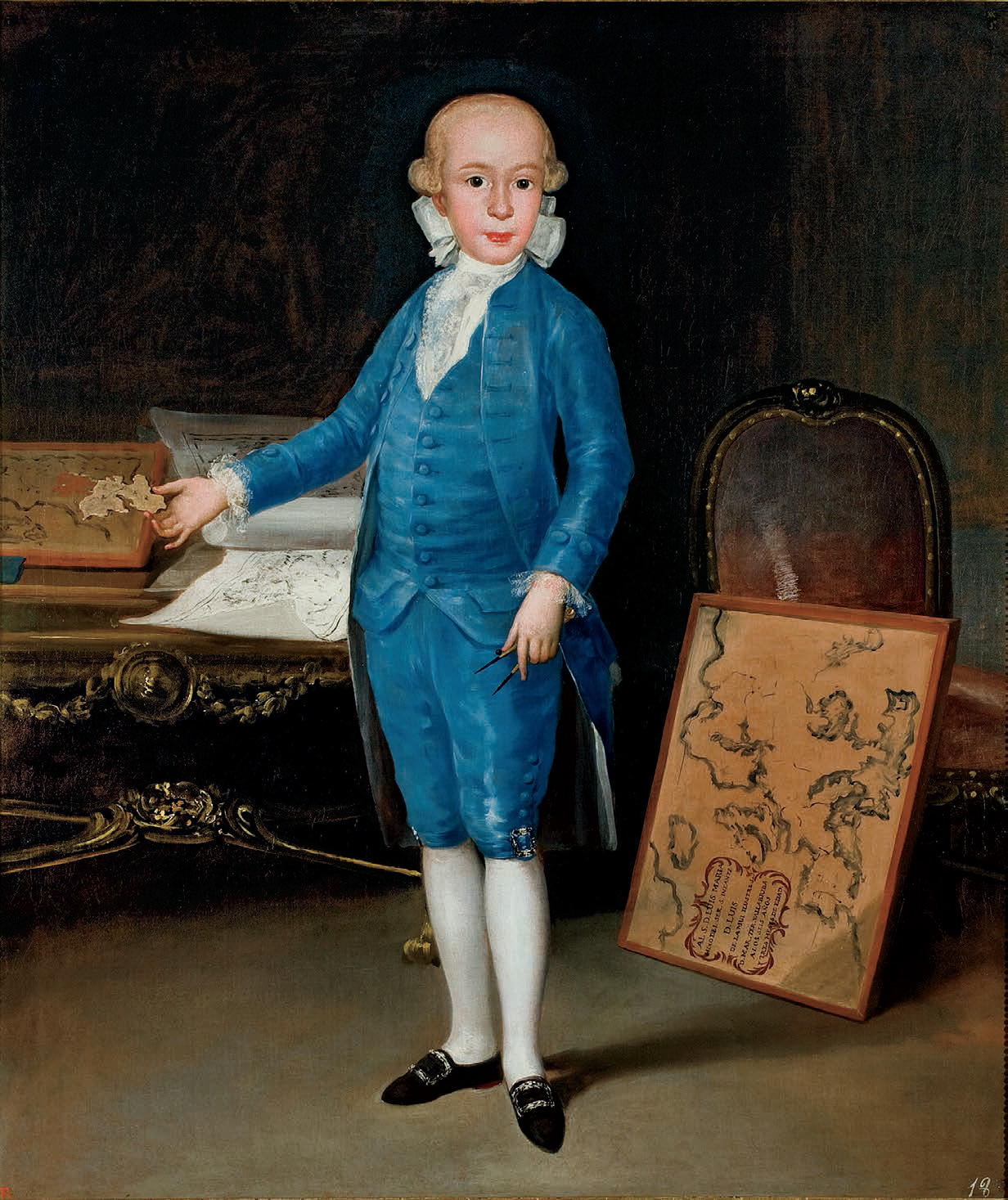
Retrato de Luis María de Borbón y Vallabriga, pendant que representa al hermano mayor de María Teresa.

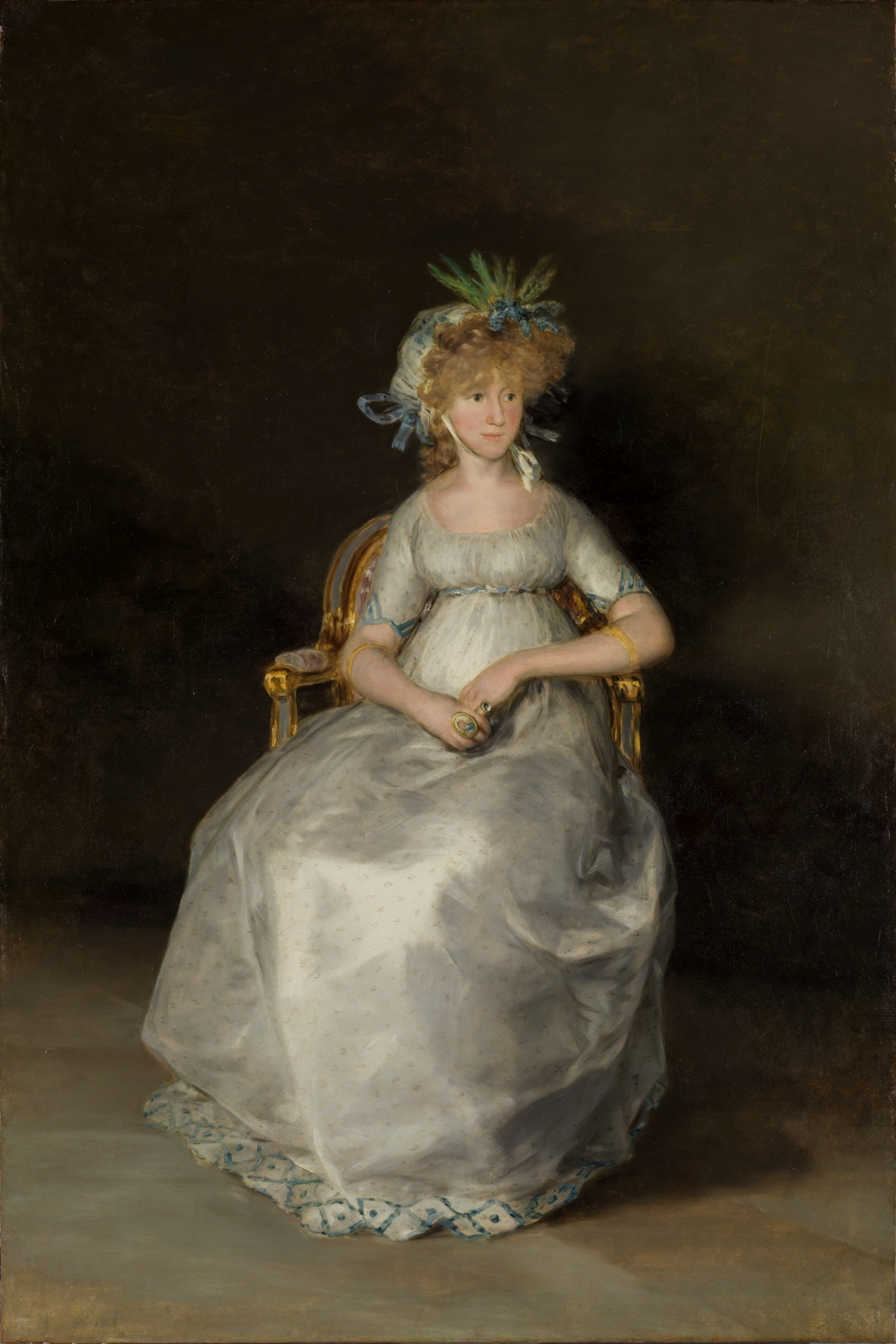
Retrato de la condesa de Chinchón, Goya, 1800.

Retrato de María Teresa de Borbón y Vallabriga niña es un óleo del pintor Francisco de Goya en la Galería Nacional de Arte de Washington.

## Contexto
María Teresa de Borbón, condesa de Chinchón (1779-1828) era hija del infante Luis Antonio de Borbón, hermano menor de Carlos III, expulsado de la corte, entre otros por contraer matrimonio morganático con la aristócrata aragonesa María Teresa de Vallabriga y Rozas. Después de la muerte de su padre, fue enviada a un convento, donde permaneció durante los años 1785-1797. En 1797, la reina María Luisa arregló que se casara con su favorito Manuel Godoy para elevar su estatus aristocrático. Su unión con Godoy permitió a su familia recuperar numerosos privilegios perdidos por el matrimonio de su padre con una aristócrata sin ascendencia real, como el uso del apellido y escudo de los Borbones. La condesa se convirtió en miembro de pleno derecho de la familia real y en la dama más importante del país después de la reina María Luisa. Tras la caída de Godoy en 1808, permaneció en España hasta el final de la Guerra de la Independencia. Después de que Fernando VII regresara y se restableciera la monarquía absoluta, se fue a Francia.
La relación de Goya con los padres de la condesa fue muy cordial. El infante Luis Antonio y María Teresa fueron para él no solo importantes protectores, sino también mecenas. En agosto y septiembre de 1783, el pintor visitó su finca en Arenas de San Pedro, y los anfitriones no le ahorraron elogios y muestras de bondad. En los años 1783-1784, Goya les hizo al menos dieciséis cuadros. En 1783, mientras se preparaba para realizar un complejo Retrato de la familia del infante don Luis, pintó varios retratos individuales de la familia, incluidos los niños. El retrato de la pequeña María Teresa es un pendant o sea que forma pareja con el de su hermano mayor Luis María.

## Descripción
Según la inscripción en la esquina inferior izquierda, María Teresa contaba 2 años y 9 meses al momento de ser retratada. Goya la presenta de pie en la terraza del jardín del palacio. Al fondo se puede ver el paisaje montañoso gris azulado de la Sierra de Gredos, caracterizado por bosques oscuros y densos y rocas que reflejan la luz plateada. Las nubes rosadas se acumulan sobre los picos en el cielo despejado. La niña lleva un rico traje de corte apropiado para una mujer adulta. Porta una cofia voluminosa en la cabeza decorada con una cinta azul y una rosa, sobre la que cuelga una fina mantilla de encaje blanco. Zapatos azules con hebillas doradas asoman por debajo de la basquiña negra. La cara es rosada, los labios rojos y los ojos azules brillantes, lo que otorga un aspecto saludable a la pequeña.
El artista realizó varios retratos de niños, siempre refiriéndose a sus modelos con respeto y cariño, lo que también es visible en este cuadro. En los retratos de Goya, los niños suelen llevar algún juguete o animal favorito, en el caso de la condesita es un bichón maltés blanco. El perrito que obedientemente se sienta a sus pies le da al cuadro una atmósfera amigable y revela la altura de la niña. Fue pintado con características pinceladas largas y ligeras. María Teresa imita con gracia la pose de un adulto: apoya la mano en la cadera y da medio paso hacia adelante. En este retrato, Goya aún no se desvía por completo del retrato convencional de los niños aristocráticos como "pequeños adultos", simplemente adopta un estilo ilustrado, más natural. En sus trabajos posteriores, procurará enfatizar la individualidad de los niños y presentarlos con ropa cómoda más correspondiente a su edad.
Situando a María Teresa al aire libre y con un paisaje de montaña como telón de fondo, Goya se refiere al retrato del príncipe Baltasar Carlos cazador de Diego Velázquez. El pintor conocía muy bien esta obra de las colecciones reales porque la había copiado con tiza. Goya presentó tanto a María Teresa como a su hermano de cuerpo entero y con un punto de vista ligeramente bajo, lo que otorga majestad a las pequeñas figuras.
Goya volvió a retratar a María Teresa un año después en el Retrato de la familia del infante don Luis y en 1800, cuando ya estaba casada con Manuel Godoy y esperaba su primer hijo.

## Procedencia
El cuadro se encontraba en el palacio de Boadilla del Monte, residencia de la familia Borbón y Vallabriga ubicada cerca de Madrid. Perteneció a la retratada, luego a su hija Carlota Luisa de Godoy y Borbón y después a su nieto Adolfo Ruspoli (1822-1914), segundo duque de la Alcudia. La pintura apareció en la venta de artículos de Adolfo organizada poco después de su muerte el 7 de febrero de 1914 en París. Probablemente fue comprado por algún miembro de la familia Ruspoli porque permaneció en su poder. Luego perteneció a su hija María Teresa Ruspoli y Álvarez de Toledo y a su sobrino Camilo Carlos Adolfo Ruspoli y Caro (1904-1975). Fue vendido por los herederos de la familia Ruspoli antes de marzo de 1957 a Wildenstein & Co. en Nueva York. El 2 de marzo de 1959 fue comprado por la filántropa estadounidense Ailsa Mellon Bruce. Bruce donó la pintura a la Galería Nacional de Arte de Washington en su testamento, junto con muchas otras obras. Fue incluido en la colección del museo en 1970.